# Анкор, ещё анкор! (картина)
«Анко́р, ещё анко́р!» (авторское именование — «Армейский офицер, квартирующий в деревне») — неоконченная картина русского живописца Павла Андреевича Федотова (1815—1852), его последнее творение. В настоящее время является частью собраний Третьяковской галереи в Москве (инв. 11224). Техника исполнения произведения — масляная живопись на холсте, размер полотна — 34,5 × 46,4 см.
Полотно переносит зрителя в место гораздо более мрачное и тёмное, чем те, что изображены в предыдущих работах автора. На картине изображён мужчина, офицер, служащий где-то на краю Российской империи. За окном идёт снег и виден какой-то дом. Герой находится в бревенчатом срубе — очевидно, он провёл в одиночестве не один месяц. Он коротает время, заставляя свою собаку прыгать через палку — ещё и ещё раз («анкор» — французское слово (фр. encore), которое означает «ещё»).